# Per Vorberg
Per Ingemar Vorberg, född Höglund 23 november 1967 i Karlstad, är en svensk politiker (Moderata samlingspartiet). Han är kommunalråd och kommunstyrelsens ordförande i Härryda kommun.